# David Bergman

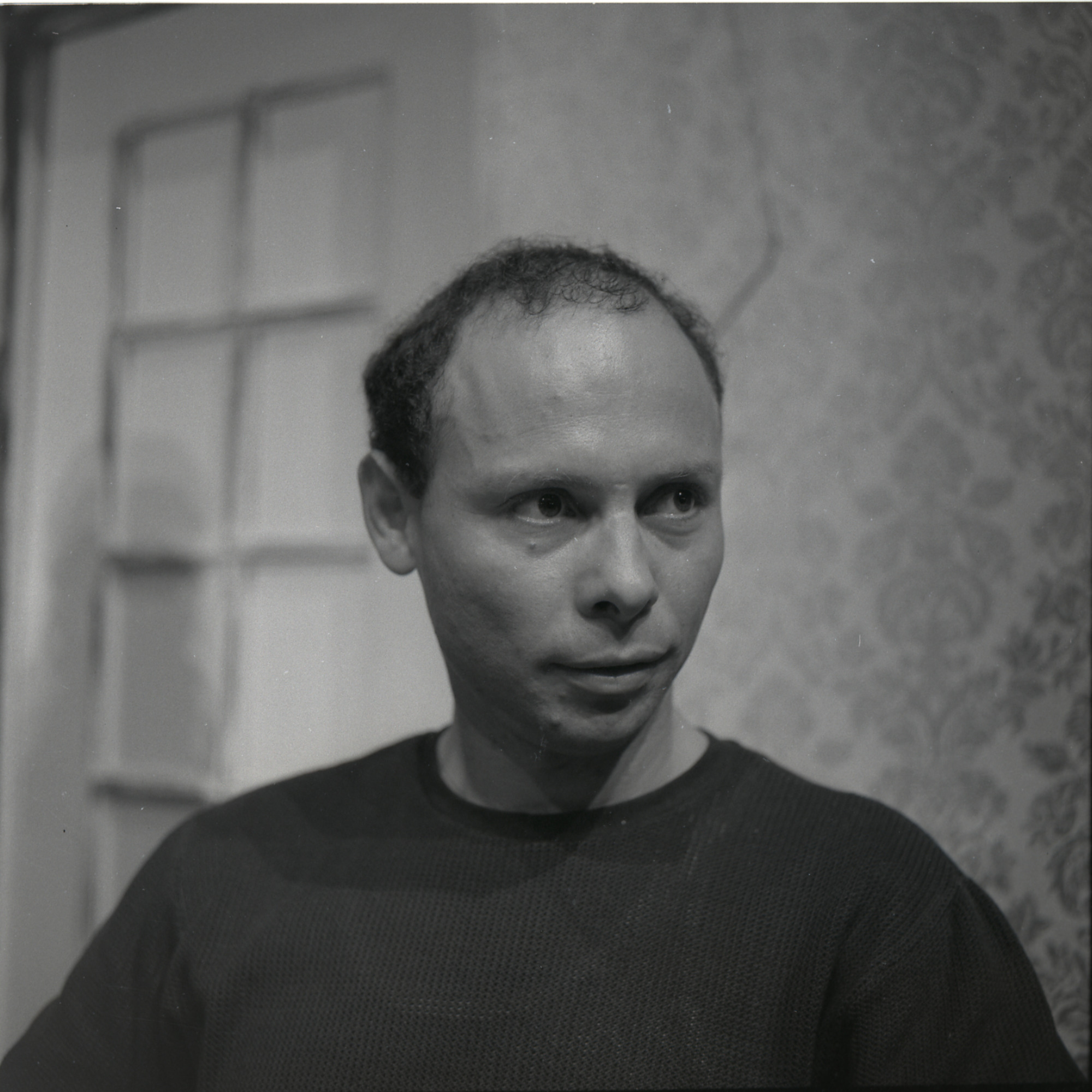
David Bergman

David Bergman (hebräisch דוד ברגמן; * 1931 in Paris; † 6. März 2018) war ein israelischer Regisseur und Theatermacher.

## Leben und Werk
Bergman wurde in Paris als Sohn einer atheistischen jüdischen Familie geboren. Sein Vater trat bei Ausbruch des Zweiten Weltkriegs in die französische Heer ein, als er elf Jahre alt war. Da sein Vater mit einer anderen Frau zusammenzog, hatten die beiden keinen ständigen Kontakt. Im Juli 1942, als die Juden aus Paris vertrieben wurden, verhafteten die Nazis seine Mutter und schickten sie mit dem Zug nach Auschwitz, wo sie zwei Wochen später starb. Bergman versteckte sich zunächst bei einem Nachbarn, dann bei Verwandten, die ihn einer jüdischen Untergrundorganisation übergaben, die ihn in einem christlichen Dorf versteckte, wo er unter falscher Identität lebte.
Einige Zeit später wurde er von einer jüdischen Rettungsorganisation aus dem Dorf in die Schweiz gebracht. Bei seiner Ankunft erkrankte er an Diphtherie und wurde ins Krankenhaus eingeliefert. Nach seiner Entlassung zog er in ein Waisenhaus in Genf und wurde an den Wochenenden von einer Frau der jüdischen Gemeinde betreut. Nach einer Begegnung mit einem Korps der Jüdischen Brigade beschloss er, im Rahmen der Jugendalijah nach Israel auszuwandern und kam im Juni 1945 im Jugenddorf Ben Schemen an.
Seine Karriere begann, als er im Nachschon lebte und am Schwarzen Brett einen Aushang für einen Regiekurs in Givʿat Chaviva sah. Nach Rücksprache mit dem Kibbuz durfte er an dem Kurs teilnehmen. Danach trat Bergman in die IDF ein und ersetzte Giora Manor als Dirigent der Nahal-Band, wo er viele Künstler wie Yossi Banai und Nechama Händel dirigierte. Nach seiner Entlassung aus der Armee im Jahr 1957 leitete er das erste Programm des Sambation Theatre, „Rettet, brennt in 14 Häusern“.
Mit 27 Jahren ging er nach Straßburg, um Fernsehregie zu studieren, und absolvierte ein Schauspielstudium in Paris und Berlin. Nach seiner Rückkehr nach Israel inszenierte er am Haifa Theater die Stücke „The Heir“ von Mosche Schamir und „Hostage“ des irischen Dramatikers Brendan Bihan und war Regieassistent bei „Rhinoceros“ von Ejen Ionesco.
Ende 1963 leitete er ein Gesangs- und Tanzfestival im Kiryat-Chaim-Stadion.
1966 inszenierte er „The UNESCO Evening“, eine Sammlung von vier Kurzstücken des Dramatikers Ejean Ionesco. Auf Empfehlung von Ionesco, der nach Israel gekommen war, um die Produktion zu sehen, erhielt er ein Stipendium des französischen Kulturministeriums und zog nach Paris. Dort studierte und inszenierte er mehrere Theaterstücke. Ende 1969 wurde er eingeladen, ein neues Theater in der Stadt Antwerpen zu leiten. Dort inszenierte er Lilian Atlans Stück „Mr. Selik und die Trockenheitskrankheit“, über vier Kinder, die das Ghetto im Holocaust überlebten, und einen deutschen Soldaten, der sie gefangen nahm. Ende 1971 kehrte er nach Israel zurück und führte Regie bei „Herr Selik und die Trockenheitskrankheit“ in der Inszenierung von Giora Godik.
1974 inszenierte er „The Stage“ (Ejen Ionescos Version von William Shakespeares Macbeth)
1983 inszenierte er am Theater in Beʾer Scheva „Der König der Hirsche“ von Pierre Barbi und am Theater „Habima“ das Stück „Verdünnte Hände“ von Jean-Paul Sartre in der Übersetzung von Jehoschua Sobol.
Bergman unterrichtete an der Beit Zvi Schule und war neun Jahre lang (1972–1981) Direktor der Schule. In den 1970er Jahren war er an der Produktion der Dokumentarfilme „Der 81. Schlag“ (1975 für den Oscar als bester Dokumentarfilm nominiert) und „The Last Sea“ über die Heimat der Ghettokämpfer beteiligt.
Seine Lebensgeschichte wurde in dem Dokumentarfilm „Just Like the Queen of England“ von Micha Shagrir festgehalten, der 2010 auf dem Jerusalem Film Festival gezeigt wurde.

## Privatleben
Bergman heiratete Rina noch vor seinem 20. Lebensjahr und war 35 Jahre lang mit ihr verheiratet, bis sie 1985 starb. Das Paar hatte drei Söhne, darunter den Regisseur Yahli Bergman.
Bergman lebte in Naot Afka in Tel Aviv. Seine Lebensgefährtin war die Sängerin Ora Zeitner.